# Salóme Gunnarsdóttir
Salóme Rannveig Gunnarsdóttir ist eine isländische Schauspielerin und Synchronsprecherin.

## Leben
Salóme Rannveig Gunnarsdóttir begann ab Mitte der 2010er Jahre mit schauspielerischen Darbietungen in Fernseh- und Filmproduktionen. Nach einer Besetzung im Kurzfilm Megaphone von 2013 hatte sie im Folgejahr eine Besetzung als Ärztin im Spielfilm Paris des Nordens inne. Im selben Jahr war sie in vier Episoden der Miniserie Lava in der Rolle der Helena zu sehen. 2015 spielte sie eine Episodenrolle in der Fernsehserie Legends. In den nächsten Jahren folgten Besetzungen in einer Reihe von isländischen Filmproduktionen. 2017 hatte sie im Blockbuster Justice League eine Rolle als isländische Sängerin inne. In Zack Snyders Filmversion von 2021 war sie erneut in derselben Rolle zu sehen. Größere Serienrollen hatte sie dazwischen in Hversdagsreglur, in Knightfall als Lydia und in Pennyworth in der Rolle der Patricia Wayne inne.
Sie wirkte an mehreren Produktionen des Isländisches Nationaltheater mit. Sie befindet sich in einer Beziehung mit dem isländischen Schauspieler und Synchronsprecher Eysteinn Sigurðarson, den sie in der gemeinsamen Zeit an der Kunstakademie Islands kennenlernte. Die beiden leben gemeinsam in London.

## Filmografie (Auswahl)
- 2013: Megaphone (Kurzfilm)
- 2014: Paris des Nordens (París Norðursins)
- 2014: Lava (Hraunið, Miniserie, 4 Episoden)
- 2015: Bakk – Rückwärts (Bakk)
- 2015: Legends (Fernsehserie, Episode 2x03)
- 2016: A Reykjavík Porno
- 2016: Autumn Lights
- 2016: Grimmd
- 2016: Pilgrim (Kurzfilm)
- 2017: Justice League
- 2017: Arnbjörn (Kurzfilm)
- 2017–2018: Hversdagsreglur (Fernsehserie, 6 Episoden)
- 2019: Darkness Visible
- 2019: Knightfall (Fernsehserie, 4 Episoden)
- 2019: Paperboy (Kurzfilm)
- 2019: Walhalla – Die Legende von Thor (Valhalla)
- 2019–2021: Pennyworth (Fernsehserie, 6 Episoden)
- 2021: Zack Snyder’s Justice League
- 2022–2023: The Lazarus Project (Fernsehserie, 11 Episoden)

## Synchronisationen (Auswahl)
- 2019: Final Fantasy XIV: Shadowbringers (Videospiel)
- 2020: Assassin’s Creed Valhalla (Videospiel)
- 2024: Silent Hill 2 (Videospiel)

## Theater (Auswahl)
- SOL, Regie: Tryggvi Gunnarsson
- Disgraced, Regie: Portsteinn Bachmann, Isländisches Nationaltheater
- Improv Ísland, Regie: Dora Johnannsdottir, Isländisches Nationaltheater
- F*ck The Polar Bears, Regie: Caroline Byrne, Isländisches Nationaltheater
- The Crucible, Regie: Stefan Metz, Isländisches Nationaltheater
- Spamalot, Regie: Hilmir Guònason, Isländisches Nationaltheater
- AssemblyWomen, Regie: Benedikt Erlingsson, Isländisches Nationaltheater
- Óvitar, Regie: Gunnar Helgason, Isländisches Nationaltheater